# Kalamos
Kalamos (řecky Κάλαμος, rákos) je hornatý řecký ostrov v Jónském moři, patřící mezi Jónské ostrovy, pod decentralizovanou správou Peloponésu, Západního Řecka a Jónských ostrovů, v regionální jednotce Lefkada. Leží východně od ostrova Lefkada, v blízkosti řecké pevniny. Rozloha ostrova je 25 km2. Nejvyšší hora na ostrově se tyčí 754 metrů nad mořem.

## Příroda

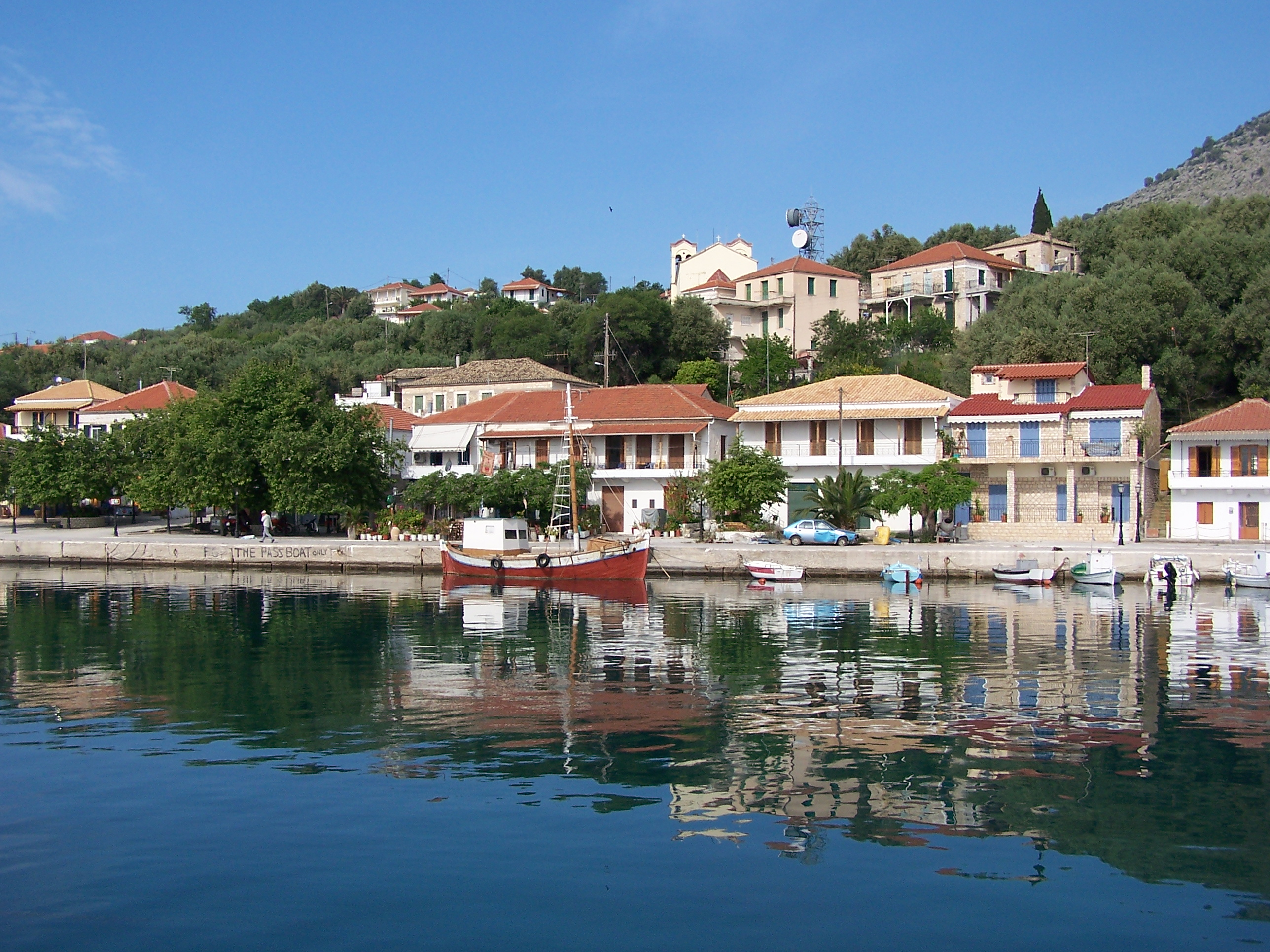
Kalamos, přístav Kalamos

Skalnatý ostrov je divoký, zčásti porostlý borovými lesy, na jihu byla pěstována vinná réva a olivy. Ostrov Kalamos je plný malých, převážně oblázkových pláží, k nimž je přístup hlavně od moře.  V blízkosti přístavu Kalamos jsou pláže Myrtia a Asproyiali, zatímco dále na jih jsou Agriapidia, Pefkoi a Kefali s Kedros, Alexaki, Kípoi a Trachilos na západ. Ostrov také má některé zajímavé jeskyně.

## Obyvatelstvo a osídlení

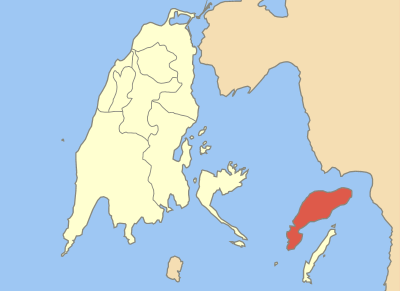
ostrov Kalamos

Podle sčítání lidu v roce 2001 na ostrově žilo 543 stálých obyvatel ostrova, v roce 2011 496, v létě se počet obyvatel zvyšuje o návštěvy turistů.
Nejhustěji je osídlen přístav Kalamos (454) na východním pobřeží ostrova. Z přístavu je spojení trajekty z ostrova do přístavu Mytikas na pevninské části Řecka.
Epikosi (42) na západě ostrova je vedle Kalamosu druhá obydlená obec na ostrově. Je zde přístav pro menší lodě.
Obec Kefali, také známá pod benátským názvem Porto Leone, byla opuštěna po zemětřesení v r. 1953. Zdejší kostel je stále v provozu.
Zemětřesení v roce 1953 zničilo zásobárny vody a kanalizaci. Na počátku 90. let 20. století byla kanalizace opravena a přestavěna tak, aby každá stavba na ostrově měla přístup k pitné vodě. Kalamos až do nedávné doby byl jeden z mála ostrovů, které neměly stálý přísun elektrické energie. V současné době je tento problém zcela vyřešen. Modernizovány byly také silnice a stezky pro chodce, všechny obydlené části ostrova jsou dopravně dostupné.
Na ostrově jsou dva supermarkety, škola, zdravotní klinika, pošta, pekárna a několik barů a restaurací. Nejbližší vysoká škola a střední škola se nachází v regionální jednotce Aetolia-Akarnania, ale většina žáků navštěvuje školy v Nydri na Lefkadě.

## Historie
První známky lidského osídlení pocházejí z období neolitu, poté z období mykénské kultury. Z helénistické éry pochází zřícenina hradu Xylokastro se systémem obranných věží. Dohled nad úžinou v pozdní římské době zajišťoval hrad osadami Kalamos a Episkopi. V době po pádu byzantské říše a během 16. a 18. století představovali problém piráti. V průběhu větší části 18. století byl ostrov spravován Benátčany, od roku 1807 byl ve správě Francie. Za revoluce za řeckou nezávislost v roce 1821 ostrov pod britskou správou poskytl ochranu rodinám bojovníků za nezávislost (Georgios Karaiskakis, Tzavelas, Lepeniotis a Varnakiotis). Kalamos byl spolu s ostatními ostrovy v Jónském moři v roce 1864 přičleněn k Řecku. http://www.kalamosisland.gr/en/history/

## Kostely a památky
Cesta z Kalamos do Episkopi vede dolů k pláži Ayios Konstantinos, kde je soukromý kostelík zasvěcený Ayiosovi Donatosovi, svatému vyskytujícímu se v oblasti Jónských ostrovů. Je postaven z kamene, se střechou z keramických dlaždic.
Ayios Ioannis, který je jedním z nejstarších kostelů na ostrově, je téměř kompletně zničen. Plaketa stále s nápisem (1648) ode dne, kdy byl kostel s největší pravděpodobností postaven.
Další kostely na ostrově jsou Ayios Minas, a Ayios Georgios na hřbitově.
Kastromonastiro (v překladu hrad, klášter) se nachází v blízkosti Episkopi. Zachovány jsou pouze ruiny vysokých kamenných zdí s krásnými interiérovými oblouky. Říká se, že zde byla pohřbena Zoe Dimiski, matka Georgiose Karaiskakise (1780-1827), bojovníka za řeckou nezávislost.